# Jelcz-Laskowice
Jelcz-Laskowice – miasto w województwie dolnośląskim, w powiecie oławskim, siedziba gminy Jelcz-Laskowice należące do aglomeracji wrocławskiej. Leży na prawym brzegu Odry w odległości 22 km od Wrocławia i 57 km od Opola. Przez miasto przepływa również mniejsza rzeka – Młynówka Jelecka.
Historycznie leży na Dolnym Śląsku. W latach 1975–1998 miasto administracyjne należało do województwa wrocławskiego.
Według danych GUS z 1 stycznia 2023 r. miasto miało 15 109 mieszkańców (285. miejsce w kraju). Gęstość zaludnienia wynosi 885,6 osób/1 km² (27. miejsce w województwie).

## Nazwa
Nazwa miasta składa się z dwóch połączonych nazw osobnych miejscowości Jelcza oraz Laskowic. Pierwsza wzmianka o Jelczu w formie Ialche pochodzi z 1245 roku. Nazwa ta została utworzona od nazwy osobowej Jalec lub Jelc(z) przez dodanie doń sufiksu dzierżawczego -jь, lub pochodzi od rzeczownika pospolitego jelec, odnoszącego się do ryby z rodziny karpiowatych. Pierwsza wzmianka o Laskowicach w formie Lazcouichi pochodzi z 1203 roku. Nazwa ta może wywodzić się od nazwy osobowej Lasek lub od rzeczownika pospolitego lasek.

## Geografia

### Położenie
Jelcz-Laskowice to jedno z licznych miast znajdujących się na Nizinie Śląskiej, które leży w południowo-zachodniej części Polski. Odległość od Wrocławia w kierunku południowo-wschodnim wynosi ok. 25 kilometrów, 20 kilometrów od Oleśnicy w kierunku południowym i 10 kilometrów na północny wschód od miasta Oławy. W latach 1975–1998 miejscowości Jelcz i Laskowice Oławskie, z których powstało miasto, administracyjnie należały do woj. wrocławskiego, w latach 1945–1975 – również. Miasto powstało 1 stycznia 1987 r. z połączenia Jelcza (uprzemysłowionej wsi – znajdowała się tu duża fabryka autobusów oraz samochodów ciężarowych – Jelcz) i Laskowic Oławskich (zaplecze mieszkaniowe dla przedsiębiorstwa).
Jest węzłem samochodowym leżącym na trasach łączących Jelcz Laskowice z Wrocławiem, Oławą i Oleśnicą i ważną stacją na linii północnej Wrocław – Opole.
Główną rzeką jest Odra płynąca fragmentem południowej granicy miasta. Pozostałe, mniejsze cieki wodne to Bierzwienna, Młynówka Jelecka i wyznaczająca północną granicę administracyjną miasta Laskowicka Woda.
Według danych z 1 stycznia 2011 r. powierzchnia miasta wynosiła 17,06 km².

### Rzeźba terenu
Obszar znajduje się na styku dwóch mezoregionów Niziny Śląskiej, która jest w obrębie zasięgu zlodowacenia odrzańskiego, nazywanego dawniej środkowopolskim. Pozostałością tego zlodowacenia są ostańce, ozy, kemy i wzgórza morenowe. W części południowo-zachodniej występują pokrywy pylaste typu lessów, na których wytworzyły się urodzajne gleby brunatnoziemne i czarnoziemne. Dolina Odry natomiast ma charakter pradoliny o szerokości 8–12 km z łąkowym tarasem zalewowym i wyższymi tarasami piaszczystymi.
Mezoregion Pradoliny Wrocławskiej to przede wszystkim plejstoceńskie i holoceńskie osady rzeczne w postaci tarasów holoceńskiego wysłanego madami i wyższych plejstoceńskich – piaszczystych. Jednostka geologiczna, która zajmuje cały omawiany obszar, to monoklina przedsudecka, której dzieje sięgają końca ery paleozoicznej (liczą więc ponad 200 milionów lat). Najstarsze osady to łupki i zlepieńce piaskowców z karbonu, które zalegają na głębokości ok. 2000 metrów. Wyżej natomiast znajdują się permskie lądowe czerwone piaskowce, morskie łupki i wapienie. Z ery mezozoicznej pochodzą triasowe wapienie muszlowe, gipsy i anhydryty oraz piaskowce arkozowe. Bliżej powierzchni znajdują się osady trzeciorzędowe, mioceńskie i plioceńskie iły i piaski oraz utwory czwartorzędowe: gliny zwałowe i piaski z głazami narzutowymi.

## Historia

### Początki wsi
Pierwsze wzmianki na piśmie dotyczące miejscowości wchodzących w skład obecnego miasta Jelcz-Laskowice sięgają początków XIII wieku, kiedy to 28 czerwca 1203 roku książę Henryk Brodaty nadał prawa do wsi Laskowice Leonardowi Włostowicowi (wnukowi Piotra Włostowica). Natomiast nazwa Jelcz pojawiła się w bulli papieża Innocentego IV z 9 sierpnia 1245 roku, kiedy to wieś przypisana została do posiadłości kościelnych biskupa wrocławskiego Tomasza I. Fakty te świadczą o tym, że już wcześniej musiały istnieć tu osady, a później wsie o pokaźnych rozmiarach i dużej wartości, skoro interesowali się nimi biskupi i książęta. W 1268 roku na wyspie pośrodku Odry zostaje ukończony zamek kamienno-ceglany, który ze względu na swoje strategiczne położenie na przedpolu Wrocławia odgrywał bardzo istotną rolę aż do końca XVII wieku. Jego kolejnymi właścicielami byli: Henryk IV Probus, rycerze z rodu Borszniców następnie szlachta rodu Kotulińskich. Ci zaś sprzedali zamek Jelcz humaniście Janowi Metzlerowi, a ten, popadłszy w ogromne długi, 15 maja 1508 roku sprzedał swoje dobra wrocławskiemu kupcowi Konradowi Sauermanowi. Nazwa Jelcz pochodzi najprawdopodobniej od nazwy ryby jelec, zamieszkującej ówcześnie okoliczne wody. Natomiast nazwa Laskowice wywodzić się może od lasów, kiedyś obficie porastających te tereny lub też od laski opolnej – dawnego symbolu władzy pierwszych Słowian zamieszkujących te tereny.
Od XIV wieku dobrami laskowickimi zawiadywał ród Pretficzów, który za długi w wieku XVII odsprzedał swoje posiadłości bogatym sąsiadom z Jelcza, Sauermanom. Ci po pewnym czasie noszą już bardziej arystokratyczne nazwisko von Saurma-Jeltsch.

### Powstanie miasta dla fabryki
Dnia 8 sierpnia 1942 roku, na konferencji w kwaterze Adolfa Hitlera pod Kętrzynem (niem. Rastenburg), Alfried Krupp von Bohlen und Halbach uzyskał zgodę führera na wzniesienie nowych zakładów zbrojeniowych pomiędzy wsiami Miłoszyce (niem. Meleschwitz) i Jelcz (niem. Jeltsch). Gdy dodatkowo z rozkazu Hitlera firma Krupp stała się wyłączną własnością tej rodziny, z początkiem 1943 roku ruszyły prace budowlane.
Dla potrzeb budowy „Bertha-Werke” utworzono w Laskowicach Oławskich (niem. Marktstädt) obóz pracy przymusowej zlokalizowany między Laskowicami i Miłoszycami, rozszerzony później o dodatkowy teren z barakami dla więźniów za folwarkiem Saurmów w Laskowicach. Obóz ten funkcjonował przez rok 1942, aż do utworzenia właściwego obozu Fünfteichen (Miłoszyce) będącego filią obozu „Groß-Rosen” (w Rogoźnicy k. Strzegomia).
Oprócz zamkniętych obozów pracy przymusowej, na terenie ówczesnej wsi Jelcz (dzisiejsza lewa strona ul. Wrocławskiej w kierunku Łęgu), oraz dzisiejszych osiedli spółdzielni mieszkaniowej (SML-W), zlokalizowane były również inne budynki i budowle stanowiące zaplecze dla budowanej fabryki „Bertha-Werke”. Na terenie tzw. „starego osiedla JZS” znajdował się kompleks kilku połączonych krytymi przejściami, parterowych, murowanych baraków szpitalnych, a po przeciwnej stronie drogi z Laskowic do Jelcza i Oławy wybudowano osiedle z ok. 120 baraków z prefabrykatów drewnianych przeznaczonych dla pracowników cywilnych „Bertha-Werke”. Osiedle to dysponowało m.in. zapleczem kuchennym i zbiorowymi łaźniami, których fundamenty były ostatecznie likwidowane w latach 80. XX w. m.in. przez właścicieli budujących domy jednorodzinne na osiedlu przylegającym do „Osiedla Metalowców SML-W” w kierunku linii kolejowej. Zlikwidowano wtedy (wysadzono materiałami wybuchowymi) również prawie wszystkie bunkry i ukrycia przeciwlotnicze służące temu kompleksowi mieszkalnemu (jedno ukrycie pozostało do dzisiaj w sąsiedztwie wytwórni betonu Zakładu Gospodarki Komunalnej). Baraki drewniane zostały po zakończeniu wojny rozebrane i w większości przewiezione do Warszawy. Jako ciekawostkę można przytoczyć informację, że co najmniej jeden z tych baraków przewieziony został do pobliskiej Dziupliny i tam zmontowany jako świetlica wiejska.
KL Fünfteichen założony 15 października 1943 r., a zlikwidowany 21 stycznia 1945 został zajęty przez armię radziecką 23.01.1945 r. Jednocześnie Sowieci rozpoczęli „zagospodarowywanie” terenu nieznacznie zniszczonej fabryki „Bertha-Werke” Kruppa. Od tej pory, aż do końca pierwszego kwartału 1947 roku, trwał demontaż i wywózka maszyn oraz kompletnych linii produkcyjnych do ZSRR (prawdopodobnie w okolice Smoleńska). Według informacji ówczesnej polskiej obsługi stacji PKP w Laskowicach Oławskich, teren fabryki opuściło ponad 160 składów (transportów) kolejowych z jej wyposażeniem. Po przejęciu fabryki przez polską administrację w drugiej połowie 1947 roku, na jej terenie zainstalowały się trzy polskie przedsiębiorstwa handlowe, które prowadziły swoją działalność aż do utworzenia Jelczańskich Zakładów Samochodowych.
W pierwszych latach powojennych następowało zasiedlanie Jelcza, Miłoszyc, Laskowic i innych miejscowości. Na początku zajmowano się przede wszystkim rolnictwem, ale po utworzeniu pierwszych polskich przedsiębiorstw, a w szczególności Zakładów Samochodowych znalazła się praca dla wielu ludzi w przemyśle. Zakłady Samochodowe powstały dokładnie 28 marca 1952 roku na terenie byłej fabryki zbrojeniowej „Bertha-Werke” Kruppa. Początki zakładów to jedynie naprawa samochodów ciężarowych różnych marek i typów. Dopiero parę lat po uruchomieniu zakładu rozpoczęto produkcję. Początkowo były to cysterny, meblowozy i przyczepy do traktorów. W połowie lat 50. XX w. zakłady wypuszczały pierwsze modele „stonki”, czyli autobusu do przewozów pracowniczych. W roku 1958, przy współpracy z Czechosłowacją, rozpoczęła się produkcja autobusów do komunikacji międzymiastowej. Jelczańska załoga przystąpiła jednocześnie do produkcji samochodów Żubr. W styczniu 1972 roku zapadły ważne decyzje, iż Jelczańskie Zakłady Samochodowe mają się stać jedynym w Polsce producentem nowoczesnych autobusów o dużej pojemności i samochodów ciężarowych dużej ładowności. W końcu 1972 roku zdecydowano się na podpisanie umowy licencyjnej z upadającym francuskim Berlietem. Jednym z powodów utworzenia miasta było zapewnienie Jelczańskim Zakładom Samochodowym możliwie stałej kadry pracowniczej, zamieszkałej na miejscu, a tym samym zmniejszenie i radykalne ograniczenie kosztownych dojazdów do pracy. Jednak w Zakładach będących synonimem dynamicznego rozwoju brakowało pracowników. Mimo że pracę mieli mieszkańcy Jelcza, Laskowic i Miłoszyc, zaczęto organizować dojazdy pracowników z Oławy i innych odległych miejscowości. Do ogłoszenia upadłości w 2008 r. Jelcz SA był producentem nowoczesnych autobusów miejskich, dalekobieżnych oraz turystycznych.
Obecnie w fabryce dawnej spółki akcyjnej Jelcz produkowane są samochody ciężarowe specjalne i specjalizowane. Produkuje je Jelcz sp. z o.o., której głównym odbiorcą są Siły Zbrojne Rzeczypospolitej Polskiej.
Podczas powodzi 21 maja 2010 zostało zalanych 120 gospodarstw domowych (103 budynki; osiedle Jelcz).

## Zabytki
Do wojewódzkiego rejestru zabytków wpisane są:
- kościół par. pw. św. Stanisława w Laskowicach, ul. Witosa, z XVII w., XX w.
- ruina zamku wodnego w Jelczu, z XIV–XIX w.; początki zamku sięgają prawdopodobnie VI wieku, kiedy to istniał tu gródek drewniano-ziemny, ulokowany na wyspie oblanej wodami Odry. Wschodzi on przypuszczalnie w skład tzw. przesieki lub też był elementem systemu obronnego Wrocławia. Zamek kamienno-ceglany istniał już na pewno w 1268 roku, wtedy to na jego dziedziniec wjechał książę Włodzisław sprawujący regencję. Zamek nie był duży, jego brama miała szerokość zaledwie 2,25 metra, a portal składał się z kilku prostych ciosów piaskowca. Ostatecznie upadł w roku 1785 wraz z regulacją Odry, a w drugiej połowie XIX wieku został częściowo wysadzony w powietrze.
- pałac w Jelczu, ul. Kukułcza 1, z 1828 r., przebudowany w latach 1886–1894
- zespół pałacowy i folwarczny w Laskowicach, ul. Witosa 24:
  - pałac, obecnie Urząd Miasta, z 1886 w.
  - park, z XVIII/XIX w., zmiany w drugiej połowie XIX w.
  - brama wjazdowa, z 1886 r.

W 1. rocznicę śmierci Jana Pawła II, postawiono mu w Jelczu-Laskowicach pomnik ufundowany przez władze miasta. Pomnik wykonał kamieniarz Bogdan August. Pomnik jest postawiony na placu Jana Pawła II. Za pomnikiem posadzono „Dąb papieski”, który wyrósł z nasion poświęconych przez papieża, dąb usechł. Na wiosnę 2007 r. Urząd Gminy Jelcz-Laskowice w miejscu dębu papieskiego, zasadził nowe drzewko.
- - ogrodzenie od strony północnej, murowane, z 1886 r.
  - folwark, z początku XIX w. do początku XX w.:
    - budynek administracyjny
    - oficyna mieszkalna
    - dwie stajnie
    - spichrz

## Demografia
Dane z 31 grudnia 2013
| Opis                              | Ogółem | Ogółem | Kobiety | Kobiety | Mężczyźni | Mężczyźni |
| --------------------------------- | ------ | ------ | ------- | ------- | --------- | --------- |
| Jednostka                         | osób   | %      | osób    | %       | osób      | %         |
| Populacja                         | 15 959 | 100    | 8132    | 50,9    | 7827      | 49,1      |
| Gęstość zaludnienia [mieszk./km²] | 935    | 935    | 477     | 477     | 458       | 458       |

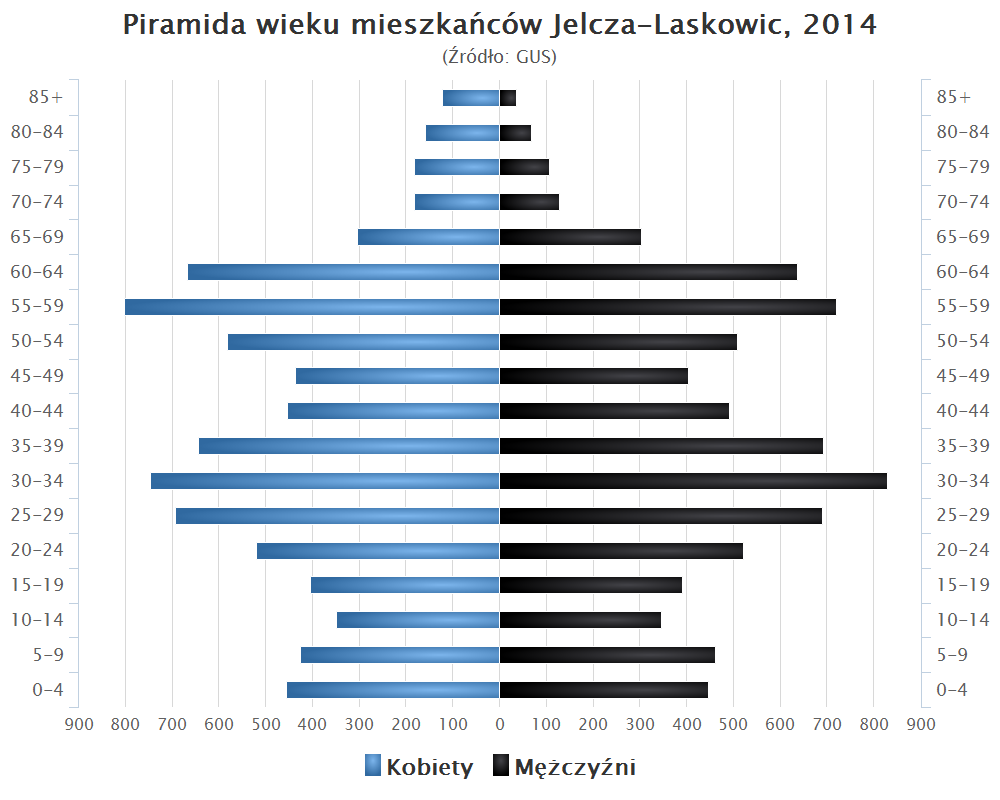

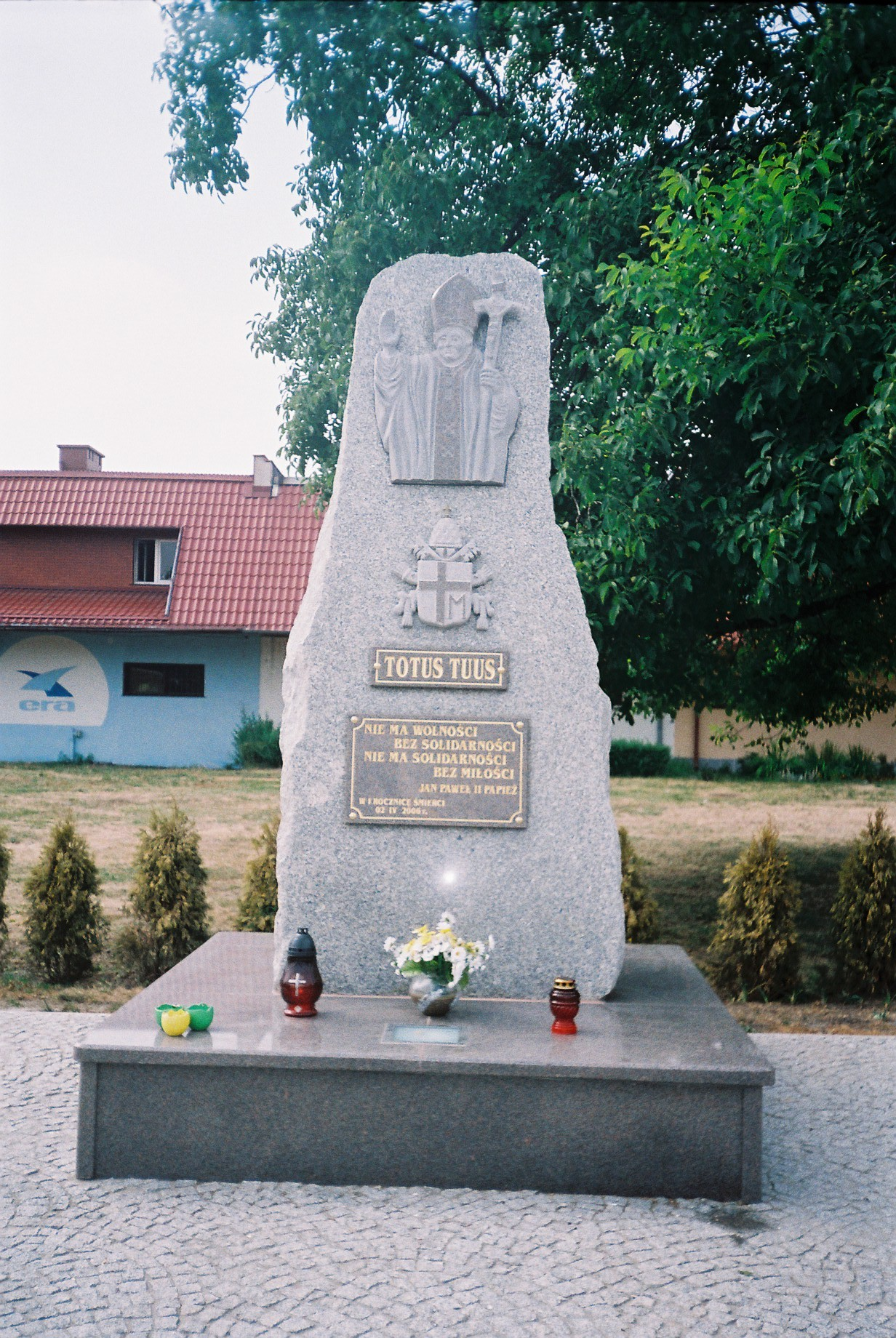
Pomnik Jana Pawła II

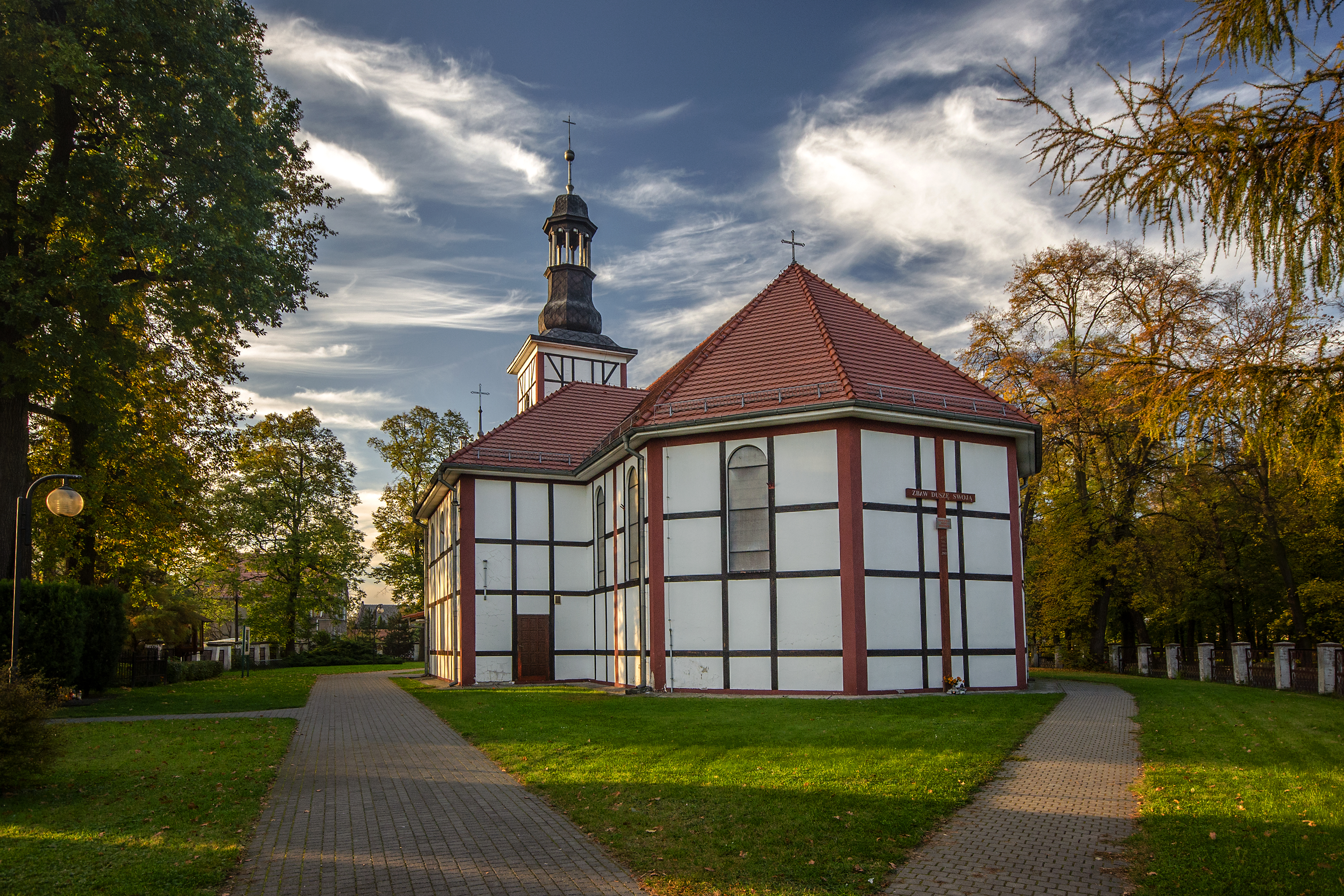
Kościół św. Stanisława BP

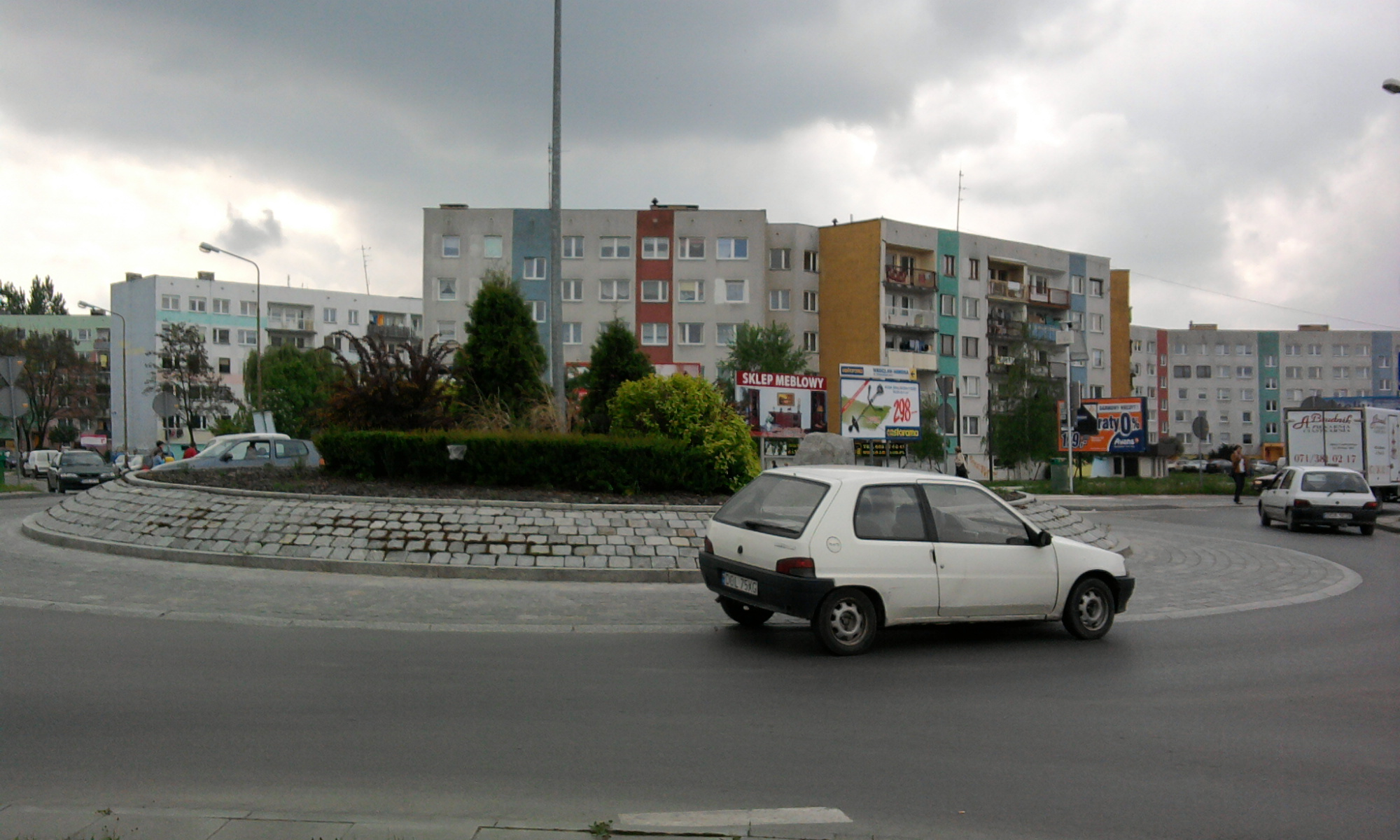
Rondo Ofiar Katynia wybudowane w 2006 roku

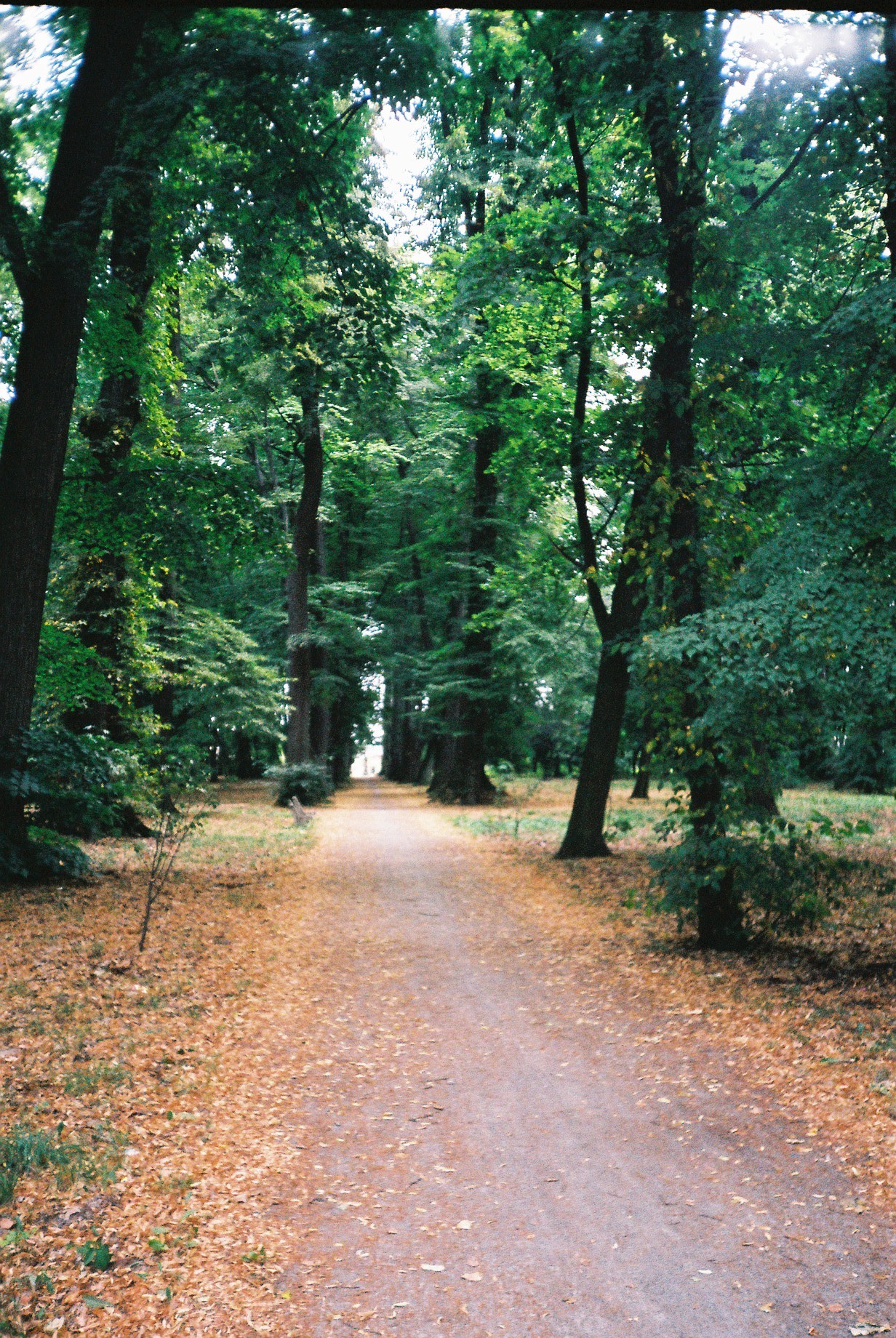
Aleja bukowa – aleja na fotografii znajduje się przy pałacu, który jest obecnie siedzibą Urzędu Miasta i Gminy, około 4 km od ruin „Zamku na wyspie”

Piramida wieku mieszkańców Jelcza-Laskowic w 2014 roku.

## Transport

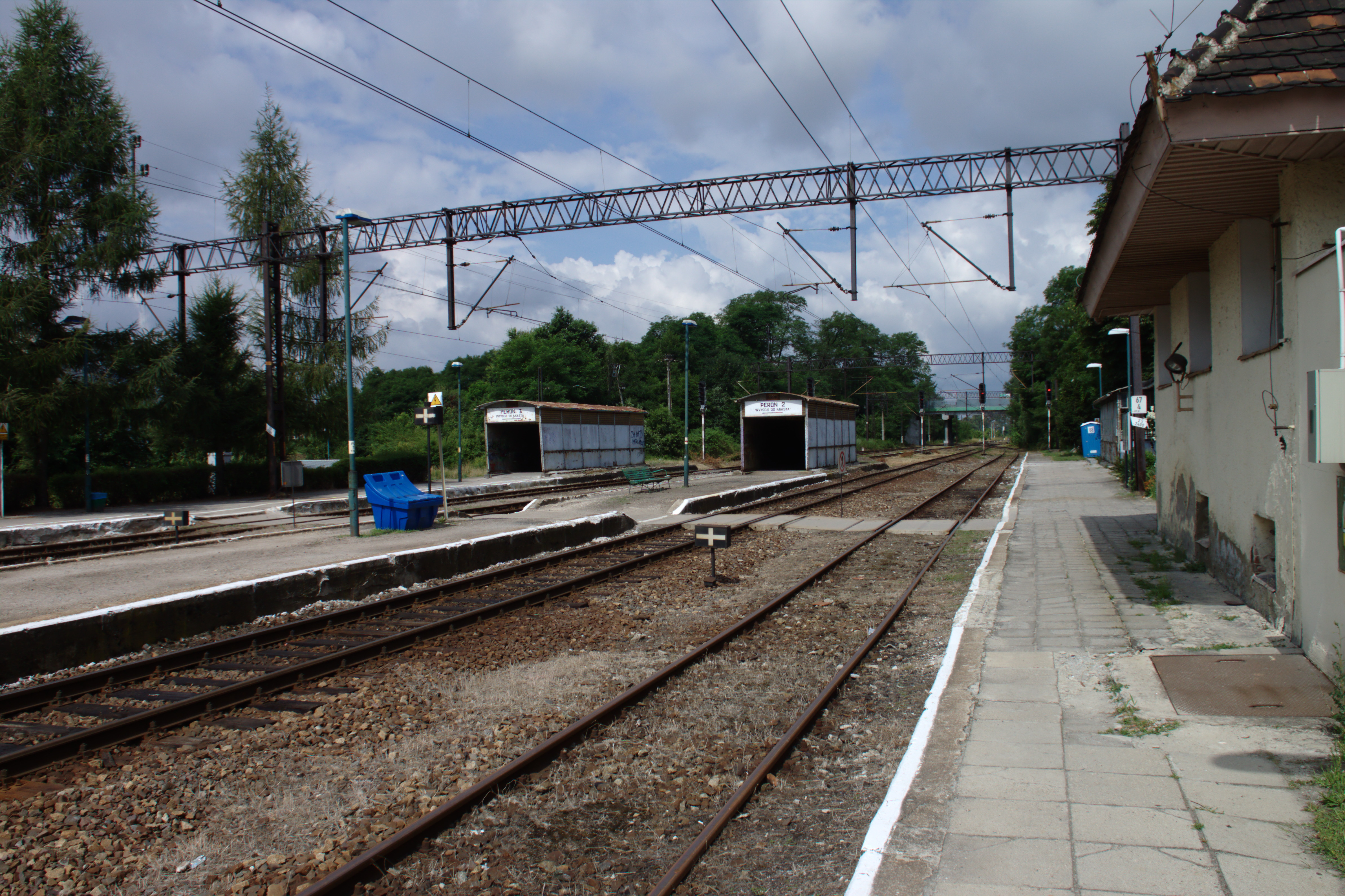
Stacja kolejowa Jelcz-Laskowice

Przez miasto przebiega droga wojewódzka nr 455 łącząca miejscowość z Wrocławiem i Oławą oraz linia kolejowa nr 277. Komunikację z Wrocławiem zapewnia PKS, lecz miejskie przewozy organizuje PKS Oława. Licznie modernizowane oraz budowane przystanki autobusowe, przyczyniły się do zwiększenia liczby kursów, a co za tym idzie do dostępności transportu dla mieszkańców.
Prywatni przewoźnicy, a także Polregio i Koleje Dolnośląskie. W mieście znajduje się czynna stacja kolejowa Jelcz-Laskowice będąca graniczną stacją Wrocławskiej Kolei Aglomeracyjnej.

## Klimat
Średnie miesięczne ciśnienie atmosferyczne waha się od 1014,5 hPa (kwiecień) do 1019,0 hPa (styczeń), największy zanotowany wzrost ciśnienia 24 hPa, największy spadek 28 hPa.
Średnia roczna prędkość wiatru wynosi 3,9 m/s. Najmniejsze średnie zachmurzenie osiąga 47% (VIII), największe 74% (XII), średnie roczne 60%.
Średnia roczna temperatura powietrza osiąga +8,9 °C. W przebiegu rocznym najchłodniejszy jest styczeń (–0,9 °C), najcieplejszy lipiec (+18,8 °C). Najwyższą maksymalną temperaturę zanotowano 10 sierpnia 1992 (+37,4 °C), najniższą temperaturę minimalną 14 stycznia 1987 (–28,8 °C).
Absolutna amplituda temperatury powietrza osiągnęła 66,2 °C. W ciągu roku występuje 47 dni gorących, czyli takich, w których maksymalna temperatura przekracza 25 °C, z czego 8 to dni upalne z temperaturą powyżej 30 °C; czasami zdarzają się w Jelczu-Laskowicach dni bardzo upalne, podczas których maksymalna temperatura przekracza 35 °C. Najdłuższe fale upałów nad miastem wystąpiły:
- 6–11 VIII 1992 r. (6 dni)
- 22 VII – 2 VIII 1994 r. (12 dni)
- 18–30 VII 2006 r. (13 dni)
- 27 VII – 1 VIII 2008 r. (6 dni)
- 10–17 VII 2010 r. (8 dni)[12]

Najwięcej dni upalnych (z temperaturą maksymalną powyżej 30 °C) zanotowano w 1994 r. – aż 23 dni, z czego 14 w lipcu 1994.
Latem występują bardzo rzadko tzw. tropikalne noce, kiedy temperatura minimalna nie spada poniżej 20 °C. Zdarzają się one na przełomie lipca i sierpnia. Najwyższą minimalną temperaturę w Jelczu-Laskowicach zanotowano 29 VII 2013 r. i było to 21,0 °C.
Dni mroźnych, z ujemną temperaturą maksymalną (poniżej 0 °C) jest w Jelczu-Laskowicach tylko 25 rocznie. Średnia roczna suma opadu wynosi 495 mm.
Największe średnie miesięczne sumy opadu 78 mm (VII), najmniejsze 23 mm (II). Notowanych jest średnio 103 dni z opadem w roku (z maksimum w lecie).
| Miesiąc                                 | Sty   | Lut   | Mar   | Kwi  | Maj  | Cze  | Lip  | Sie  | Wrz  | Paź  | Lis   | Gru   | Roczna |
| --------------------------------------- | ----- | ----- | ----- | ---- | ---- | ---- | ---- | ---- | ---- | ---- | ----- | ----- | ------ |
| Rekordy maksymalnej temperatury [°C]    | 14.8  | 18.8  | 21.8  | 30.1 | 31.5 | 35.0 | 36.6 | 37.4 | 30.4 | 26.3 | 19.2  | 15.1  | 37,4   |
| Średnie temperatury w dzień [°C]        | 2,1   | 3,3   | 8,2   | 14,3 | 19,7 | 22,4 | 24,5 | 24,4 | 19,3 | 14,0 | 7,4   | 3,4   | 13,6   |
| Średnie dobowe temperatury [°C]         | -0,9  | -0,1  | 3,8   | 8,8  | 14,0 | 16,8 | 18,8 | 18,4 | 14,0 | 9,3  | 4,0   | 0,6   | 8,9    |
| Średnie temperatury w nocy [°C]         | -4,1  | -3,5  | -0,1  | 3,5  | 8,2  | 11,5 | 13,3 | 12,9 | 9,3  | 5,0  | 0,8   | -2,4  | 4,5    |
| Rekordy minimalnej temperatury [°C]     | -28.8 | -25.4 | -17.1 | -5.9 | -2.0 | 2.2  | 5.6  | 4.4  | 0.5  | -7.1 | -14.8 | -21.8 | −28,8  |
| Opady [mm]                              | 25    | 23    | 30    | 31   | 53   | 64   | 79   | 58   | 45   | 29   | 31    | 29    | 495    |
| Średnia liczba dni z opadami            | 8     | 7     | 8     | 7    | 10   | 11   | 11   | 9    | 9    | 7    | 8     | 8     | 103    |
| Źródło: Na podstawie 35-lecia 1979-2013 |       |       |       |      |      |      |      |      |      |      |       |       |        |

## Przemysł
W Jelczu-Laskowicach funkcjonują następujące zakłady przemysłowe:
- Instytut Mechaniki – produkcja podzespołów z branży motoryzacyjnej (kolejowej, autobusowej),
- Autoliv – produkcja pasów bezwładnościowych i modułów poduszek bezpieczeństwa,

- Ronal Polska – produkcja samochodowych felg aluminiowych,
- Toyota – produkcja silników samochodowych typu diesel,
- Faurecia – produkcja elementów wyposażenia wnętrz samochodów,
- Dyka – produkcja rur do kanalizacji zewnętrznej i ciśnieniowych dla rurociągów wodnych z PCW; do kanalizacji wewnętrznej z polipropylenu PP, oraz rur ciśnieniowych do przesyłu wody z polietylenu PE,
- Italmetal – produkcja elementów metalowych dla branży motoryzacyjnej i AGD,
- Simoldes Plastikos – produkcja wyrobów włókienniczych, wyrobów z gumy i tworzyw sztucznych, części i akcesoriów do pojazdów mechanicznych,
- Müller – producent wyposażenia placów zabaw dla dzieci
- Jelcz Sp. z o.o. – samochody ciężarowe dla wojska
- Przedsiębiorstwo Obrotu Samochodami i Częściami Zamiennymi „Polmozbyt” – sprzedaż samochodów i części zamiennych,
- Stelweld – produkcja komponentów metalowych do maszyn i pojazdów.
- Spółdzielnia Usług Rolniczych,
- Zakład Gospodarki Komunalnej Spółka z o.o.

Oraz ponad 1200 prywatnych podmiotów gospodarczych, głównie w dziedzinie usług, handlu i produkcji towarów rynkowych.

## Sport
Miasto posiada:
- Towarzystwo Siatkarskie Volley Jelcz-Laskowice (TS Volley)
- Orzeł Futsal Jelcz-Laskowice – klub futsalowy
- Klub Biegacza „Harcownik”
- Miejski Klub Sportowy Czarni Jelcz-Laskowice Huragan (MKS Czarni Jelcz-Laskowice)
- Uczniowski Klub Pływacki "Manta"
- Miejsko-Gminny Ludowy Klub Sportowy "Victoria" – tenis stołowy[16]
- Klub Modelarstwa Samochodowego "Jelcz Mikrus"
- Stowarzyszenie Klub Sportowy Moto Jelcz-Laskowice – kolarstwo

W przeszłości (od 1959 roku do początku lat 90. XX wieku) przy Jelczańskich Zakładach Samochodowych istniał wielosekcyjny klub sportowy Moto Jelcz Oława. W Jelczu znajdowała się siedziba klubu, a w Oławie obiekty sportowe (m.in. stadion piłkarski). Obecnie klub działa wyłącznie w Oławie.

## Części miasta
1. Laskowice

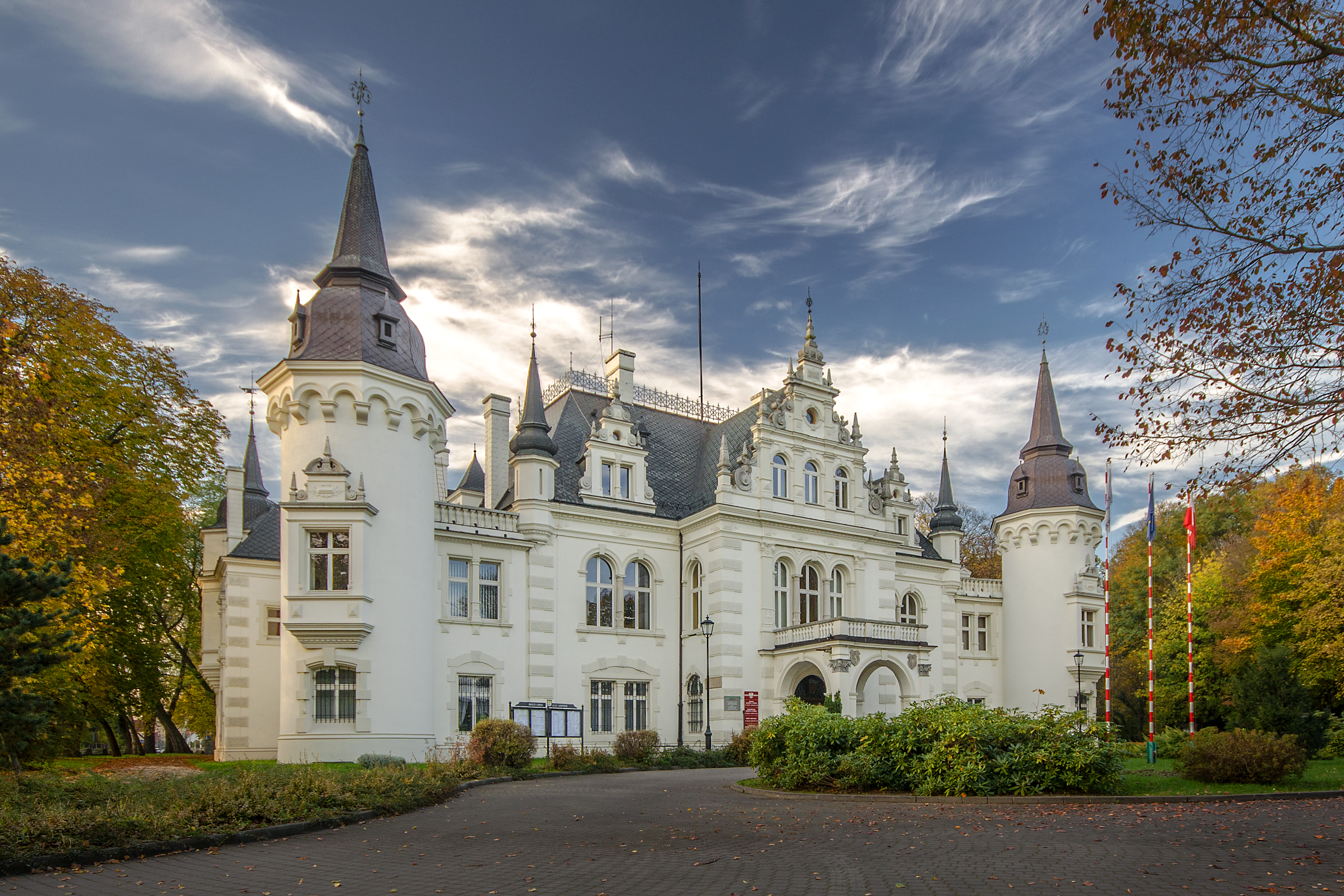
Pałac Saurmów, obecnie Urząd Miasta

- Centrum (ul. Oławska, Bożka, pl. Jana Pawła II)
- Osiedle Hirszfelda (ul. Hirszfelda)
- Osiedle Piastowskie (ul. Piastowska, Partyzantów, Mieszka I, Garażowa; al. Wolności)
- Osiedle Metalowców (ul. Bryły, Cegielskiego, Tańskiego, al. Młodych, ul. Grabskiego, Liliowa itd.)
- Laskowice Oławskie (po północnej stronie linii kolejowej)

2. Jelcz
- Strefa przemysłowa (ulice Zachodnia, Inżynierska, Fabryczna)
- Jelcz (ul. Oławska, Wrocławska)

## Wspólnoty wyznaniowe

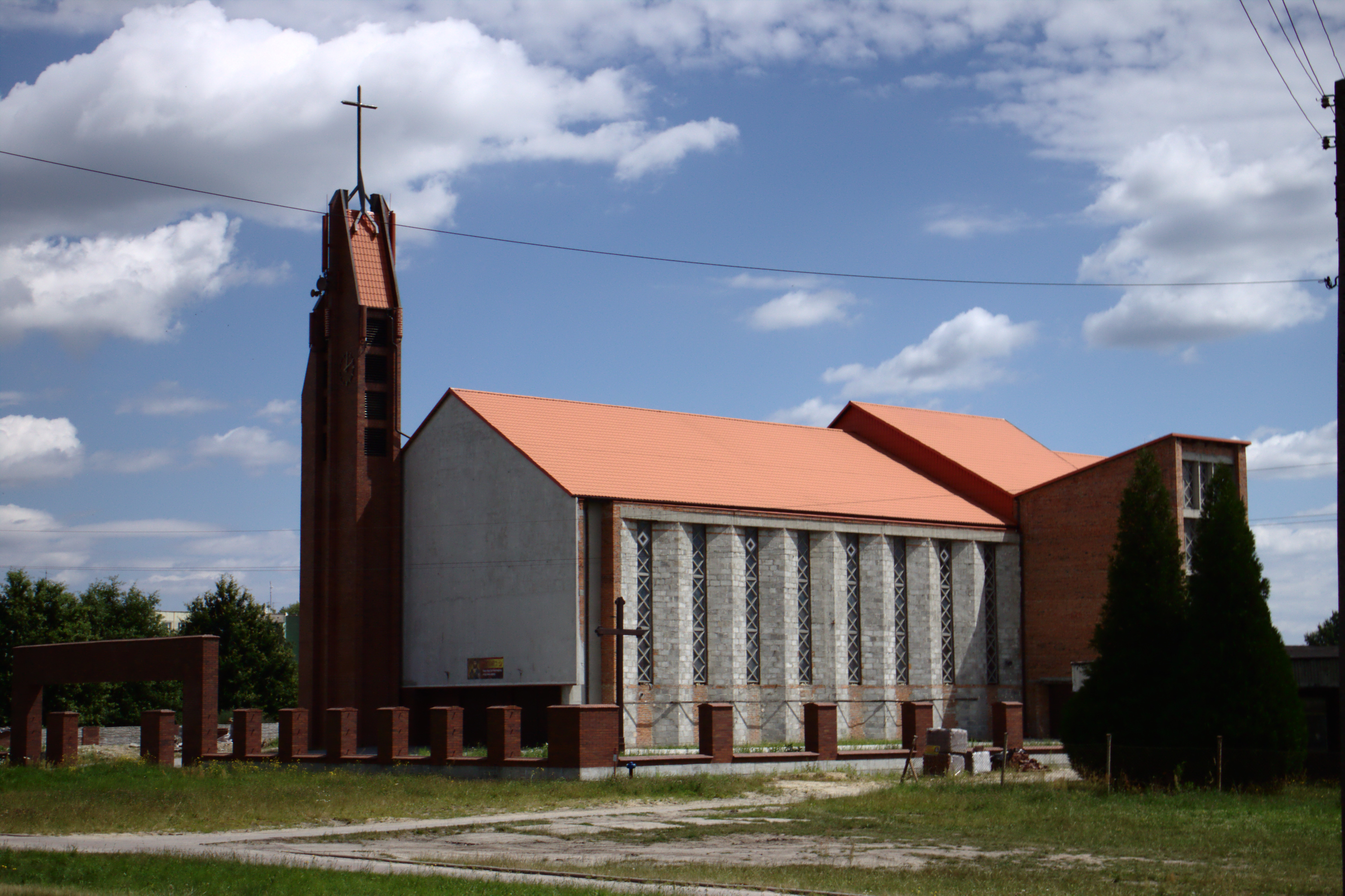
Kościół św. Maksymiliana Kolbego w Jelczu-Laskowicach

- Kościół Chrześcijan Baptystów w RP:
  - placówka w Jelczu-Laskowicach należąca do I Zboru we Wrocławiu[17].
- Kościół greckokatolicki:
  - parafia bł. ks. Emiliana Kowcza[18]
- Kościół rzymskokatolicki:
  - parafia Najświętszej Maryi Panny Królowej Polski[19]
  - parafia św. Maksymiliana Kolbego[19]
  - parafia św. Stanisława Biskupa i Męczennika[19]
- Świadkowie Jehowy:
  - dwa zbory: Jelcz–Laskowice, Jelcz–Laskowice–Rosyjski – Sala Królestwa ul. Gimnazjalna 9[20]

## Miasta partnerskie[21]
- Gudensberg
- Szczyrec
- Rtyně v Podkrkonoší